# Squadra spagnola di Fed Cup
La squadra spagnola di Fed Cup rappresenta la Spagna nella Fed Cup, ed è posta sotto l'egida della Real Federación Española de Tenis.
La squadra partecipa alla competizione dal 1972 e i suoi più grandi successi sono datati anni novanta, grazie soprattutto a due delle più forti tenniste dell'epoca, Arantxa Sánchez Vicario e Conchita Martínez. Le spagnole hanno vinto in totale 5 titoli (1991, 1993, 1994, 1995 e 1998), arrivando seconde in altre 6 circostanze.
Nel 2011 la Spagna ha ottenuto la promozione al Gruppo Mondiale, salvo poi retrocedere nuovamente a seguito delle sconfitte contro Russia e Slovacchia, rispettivamente nel primo turno e nello spareggio per il mantenimento della categoria. Nel 2013 le vittorie contro Ucraina e Giappone permettono alle ragazze guidate da Conchita Martínez di tornare nel Gruppo Mondiale. Tuttavia nel 2014 la Spagna torna a scendere nel Gruppo Mondiale II a seguito delle sconfitte contro Repubblica Ceca nel primo turno e Polonia nello spareggio. Risulta particolarmente combattuto l'incontro contro le ceche, orfane delle loro migliori tenniste, ma capaci comunque di sbancare Siviglia: non è infatti sufficiente Carla Suárez, vincitrice dei suoi due incontri di singolare. Lo spareggio contro le polacche vede l'assenza di Suárez, cosicché è sufficiente ad Agnieszka Radwańska vincere i tre incontri in cui è impegnata, tra cui il doppio insieme ad Alicja Rosolska, per rispedire le iberiche nel Gruppo Mondiale II.
In occasione della Fed Cup 2015 la Spagna subisce una brutta sconfitta contro la Romania nell'incontro del Gruppo Mondiale II, che obbliga le ragazze di Conchita Martínez a disputare lo spareggio per evitare un'ulteriore retrocessione ai gruppi zonali, vinto tuttavia molto agevolmente contro la non irresistibile squadra argentina. Le sudamericane non oppongono particolare resistenza contro Lara Arruabarrena e Sara Sorribes (all'epoca rispettivamente n°88 e n°162, quarta e settima in patria), per una serie che si conclude sul 4-0 sulla terra rossa di Buenos Aires, permettendo alle spagnole di salvarsi e di mantenere la seconda categoria.
Nel 2016, le spagnole, grazie alla presenza di Muguruza e Suárez Navarro, vincono nettamente il match del Gruppo Mondiale II in casa della Serbia per 4-0, garantendosi la possibilità di rientrare tra le prime otto del mondo con gli spareggi di aprile; in tale circostanza, sfidano a Lleida l'Italia: Muguruza sconfigge Schiavone per 7-6(4) 6-0 mentre Suárez Navarro lascia due giochi a Roberta Vinci; Muguruza conquista il punto della vittoria battendo Vinci (6-2 6-2) e poi Medina Garrigues /Sorribes Tormo vincono il doppio (per ritiro), arrotondando il punteggio finale sul 4-0; le spagnole accederanno così al Gruppo Mondiale dopo due anni di assenza.
Nel 2017, la Spagna affronta la Repubblica Ceca campione in carica al primo turno: sul veloce di Ostrava, Muguruza vince su Strycová (6-0 3-6 6-1) ma poi Karolína Plíšková sistema la situazione per le padrone di casa, battendo sia Arruabarrena (6-4 7-5) che Muguruza nello scontro tra top-10 (6-2 6-2). Strycová chiude poi la contesa in favore delle ceche, superando con un doppio 6-4 Arruabarrena; le spagnole si consolano vincendo l'incontro di doppio e fissando il punteggio sul 2-3 finale. Nello spareggio per rimanere nel World Group, le spagnole affrontano in trasferta la Francia e si presentano senza Muguruza e Suarez Navarro, schierando come unica top-100 Sara Sorribes Tormo (n°82) e la n°156 Soler Espinosa: le francesi perdono solo un set (nel doppio a risultato già acquisito) e la Spagna esce sconfitta per 4-0, retrocedendo nel Gruppo Mondiale II.
Nel febbraio 2018, a Chieti le spagnole affrontano l'Italia. Suárez Navarro prevale su Paolini (6-2 6-3) ma Errani ribalta la situazione battendo sia Arruabarrena Vecino (6-1 6-1) che Suárez Navarro (6-3 al terzo). Nel quarto incontro, Deborah Chiesa supera Arruabarrena al tie-break del terzo set, regalando il punto decisivo alle italiane. La Spagna è costretta così a giocare lo Spareggio per evitare i gruppi zonali: nella sfida contro il sorprendente Paraguay, Suárez Navarro e Muguruza evitano il peggio alla propria nazionale, consentendo alle iberiche di vincere per 3-1 e di rimanere nel Gruppo Mondiale II. 
Nel 2019, per la sfida valevole per il Gruppo Mondiale II, le spagnole affrontano il Giappone a Kitakyūshū: pur senza le prime linee, le iberiche si impongono per 3-2 grazie ai successi sorprendenti di Georgina García Pérez (n°161 del mondo), che vince entrambi i singolari (su Nara e Doi) e il doppio decisivo con Martínez Sánchez. Negli spareggi per accedere al Gruppo Mondiale, trovano il Belgio: grazie a una grande prestazione di Suárez Navarro, che porta a casa tutti i tre punti per la Spagna, le iberiche vincono lo scontro, garantendosi un posto tra le prime 8 nel Gruppo Mondiale della Fed Cup 2020.
Con il rebranding della Fed Cup in Billie Jean King Cup e il cambio di formato (da 8 a 12 squadre nella fase finale), la Spagna viene inserita nel Gruppo C con USA e Slovacchia; nel primo tie contro le slovacche, nonostante la sconfitta di Suárez Navarro nel primo singolare, le iberiche riescono a prevalere per 2-1 grazie alla vittoria di Sorribes Tormo in singolare (contro Schmiedlová) e al successo del doppio Sorribes Tormo/Suárez Navarro su Mihalíková/Kužmová. Nella sfida contro le americane Nuria Párrizas Díaz e Sara Sorribes Tormo non conquistano set contro Sloane Stephens e Danielle Collins; tuttavia, Bolsova e Masarova vincono il doppio contro Dolehide/Vandeweghe. Con tutti e tre i team che terminano con una vittoria e una sconfitta nei tie, per la migliore differenza di set vinti/persi passa il girone la squadra statunitense, con la Spagna che viene eliminata al terzo posto.
Nel 2022, la Spagna disputa il play-off per accedere alla fase finale della Billie Jean King Cup: sull'erba di 's-Hertogenbosch, le iberiche riescono a imporsi per 4-0 sui Paesi Bassi, garantendosi un posto per le fasi finali della competizione a novembre. Inserite nel gruppo C, superano agevolmente il Kazakistan per 3-0, grazie soprattutto a Badosa che vince sia in singolare che in doppio; nella seconda sfida contro il Regno Unito, le spagnole subiscono una sconfitta per 3-0. Come successo nella precedente edizione, anche questa volta la Spagna viene eliminata per la peggiore differenza a livello di set vinti e persi, concludendo seconda il proprio girone alle spalle delle britanniche, che passano in semifinale.
Nel 2023, la Spagna supera le messicane nello spareggio per le fasi finali della Billie Jean King Cup per 3-1. A novembre, la Spagna è padrona di casa dell'evento, che si disputa a Siviglia: inserita nel gruppo C, le iberiche vengono sconfitte dal Canada senza guadagnare alcun set nei tre incontri disputati. A eliminazione già acquisita, le spagnole vincono la sfida per il secondo posto nel girone contro la Polonia per 2-1. Per il terzo anno consecutivo, la Spagna non passa la fase a gruppi, chiudendo seconda e venendo eliminata.

## Risultati
= Incontro del Gruppo Mondiale

### 2010-2019
| Anno | Turno                       | Data          | Sede               | Avversario | Punteggio | Esito     |
| ---- | --------------------------- | ------------- | ------------------ | ---------- | --------- | --------- |
| 2010 | Gruppo Mondiale II          | 6-7 febbraio  | Adelaide (AUS)     | Australia  | 2 – 3     | Sconfitta |
| 2010 | Spareggi Gruppo Mondiale II | 24-25 aprile  | Sopot (POL)        | Polonia    | 4 – 1     | Vittoria  |
| 2011 | Gruppo Mondiale II          | 5-6 febbraio  | Tallinn (EST)      | Estonia    | 4 – 1     | Vittoria  |
| 2011 | Spareggi Gruppo Mondiale    | 16-17 aprile  | Lleida (ESP)       | Francia    | 4 – 1     | Vittoria  |
| 2012 | Gruppo Mondiale, 1º turno   | 4-5 febbraio  | Mosca (RUS)        | Russia     | 2 – 3     | Sconfitta |
| 2012 | Spareggi Gruppo Mondiale    | 21-22 aprile  | Marbella (ESP)     | Slovacchia | 2 – 3     | Sconfitta |
| 2013 | Gruppo Mondiale II          | 9-10 febbraio | Alicante (ESP)     | Ucraina    | 3 – 1     | Vittoria  |
| 2013 | Spareggi Gruppo Mondiale    | 20-21 aprile  | Barcellona (ESP)   | Giappone   | 4 – 0     | Vittoria  |
| 2014 | Gruppo Mondiale, 1º turno   | 8-9 febbraio  | Siviglia (ESP)     | Rep. Ceca  | 2 – 3     | Sconfitta |
| 2014 | Spareggi Gruppo Mondiale    | 19-20 aprile  | Barcellona (ESP)   | Polonia    | 2 – 3     | Sconfitta |
| 2015 | Gruppo Mondiale II          | 7-8 febbraio  | Galați (ROU)       | Romania    | 2 – 3     | Sconfitta |
| 2015 | Spareggi Gruppo Mondiale II | 18-19 aprile  | Buenos Aires (ARG) | Argentina  | 4 – 0     | Vittoria  |